# Torres News
Torres News foi um jornal semanal publicado na Ilha Thursday, em Queensland, na Austrália. Com o subtítulo Bulletin of Thursday Island and Torres Strait News, foi publicado pela primeira vez a 19 de março de 1957 por G. Moloney. O papel foi digitalizado como parte do Programa de Digitalização de Jornais Australianos da Biblioteca Nacional da Austrália.